# Julien Polti
Julien Polti, né le 7 juin 1877 à Paris Ve et décédé le 29 mai 1953 à Paris VIIIe, est un architecte français.

## Biographie
Issu d'une famille d'horlogers d'origine italienne (village d'Onno, sur le lac de Côme), installée en Berry et en Touraine, il est le fils d'Auguste Polti, dessinateur, et de Sarah Hirsh, et le frère de Georges Polti.
Il est diplômé de l'école des beaux-arts de Paris et de l'école des arts décoratifs.
Il fut l'élève de Charles Genuys
Architecte conseil du réseau de l'administration des chemins de fer de l'État, il s'occupe du réseau Saint-Lazare. 
Reçu architecte en chef des monuments historiques en 1923, il est chargé du Jura et de la Haute-Marne en 1925, du Doubs en 1926, de la Sarthe en 1928 et de la Gironde de 1939 à 1944. Il prend sa retraite en 1945.
Il a également été :
- architecte du service des installations générales de l'exposition universelle de 1900 ;
- enseignant, à partir de 1917, à l'école supérieure d'art public (créée en 1917, cette école devient en 1919 l'École des hautes études urbaines, ancêtre de l'Institut d'urbanisme de Paris) ;
- expert auprès de la cour d'appel de Paris et du tribunal civil du département de la Seine ;
- membre des commissions d'examen et membre du jury à l'exposition internationale des Arts décoratifs et industriels modernes en 1925.

Il s'est marié, mais n'a pas eu d'enfants.

## Principales réalisations
- projet non réalisé, en 1920, pour la reconstruction de la gare de Trouville - Deauville[2] ;
- construction, en 1922, de la gare de Pont-Cardinet  ;
- construction de l'immeuble Grüber, 10 villa d’Alésia, dans le 14e arrondissement de Paris ;
- restauration de la cathédrale Saint-Jean de Besançon ;
- réhabilitation, en 1933, du Palais Granvelle, puis musée d'Histoire, actuellement musée du Temps à Besançon ;
- construction, en 1933, de la Villa Grüber, à Sceaux, pour le maître-verrier Jean-Jacques Grüber ;
- restauration, de 1930 à 1938, de la Saline Royale située à Arc-et-Senans ;
- construction de la cathédrale Notre-Dame-du-Rosaire de Manizales et de l'église du Sacré-Cœur de Cali en Colombie.